# Preša
Preša este o localitate din comuna Majšperk, Slovenia, cu o populație de 76 de locuitori.